# WWE Mixed Match Challenge
WWE Mixed Match Challenge est une émission de catch diffusée sur Facebook Watch produite par la WWE. Celle-ci met en compétition des équipes mixtes (composées d'un homme et d'une femme). Le premier épisode a été présenté le 16 janvier 2018. Le premier épisode de la deuxième saison a été présenté le 18 septembre 2018.

## Concept
WWE Mixed Match Challenge est une émission qui met en compétition les catcheurs et les catcheuses de WWE Raw et de WWE SmackDown dans des séries de match par équipe mixte. Les vainqueurs de cette compétition remporteront 100,000 dollars à reverser à l'œuvre caritative de leurs choix. Les matchs opposeront RAW à SmackDown avec des équipes composées d'un homme et d'une femme.
Les douze épisodes auront une durée de 20 minutes et seront diffusés sur la plateforme Facebook Watch. La WWE annonce que la WWE Universe pourra interagir avec les participants durant le show. Les fans pourront également choisir les stipulations et la composition des équipes.

## Saison 1

### Équipes
– Raw
 – SmackDown
| Teams                         |
| ----------------------------- |
| Alexa Bliss & Braun Strowman  |
| Sasha Banks & Finn Bálor      |
| Nia Jax & Apollo              |
| Asuka & The Miz               |
| Goldust & Mandy Rose          |
| Bayley & Elias                |
| Charlotte Flair & Bobby Roode |
| Lana & Rusev                  |
| Naomi & Jimmy Uso             |
| Natalya & Shinsuke Nakamura   |
| Becky Lynch & Sami Zayn       |
| Carmella & Big E              |

Enzo Amore était prévu pour être l'un des participants et être en équipe avec Nia Jax mais la WWE a décidé de le remplacer par Apollo Crews après sa mise à l'écart pour cause de grippe.
Le public a eu la possibilité de désigner le partenaire de Bayley entre Samoa Joe, Elias et Jason Jordan. Le vote du public s'est porté sur Samoa Joe mais une blessure de ce dernier a contraint le General Manager de RAW Kurt Angle d'annoncer qu'il serait remplacé par Elias.
Alicia Fox devait être la partenaire de Goldust, mais cette dernière est remplacée par Mandy Rose à cause d'une blessure survenue avant le Royal Rumble 2018.
Le public a eu la possibilité de designer une des dernières équipes éliminées pour intégrer la deuxième demi-finale. Le vote du public est de 40 % pour Sasha Banks et Finn Bálor.
À la suite de l'absence de Charlotte Flair pour la demi-finale à cause d'une infection à la bouche, Becky Lynch a gagné le vote des fans pour la remplacer.

### Résultats
Sub = Soumission
Pin = Tombé

#### Premier et deuxième tour
|  | Premier tour                            | Premier tour          |                                |       | Deuxième tour   | Deuxième tour   |
|  | Premier tour                            | Premier tour          |                                |       | Deuxième tour   | Deuxième tour   |
|  |                                         |                       |                                |       |                 |                 |
|  | 16 janvier 2018                         | 16 janvier 2018       |                                |       | 27 février 2018 | 27 février 2018 |
|  | 16 janvier 2018                         | 16 janvier 2018       |                                |       | 27 février 2018 | 27 février 2018 |
|  | Finn Bálor & Sasha Banks (Raw)          | Sub                   |                                |       | 27 février 2018 | 27 février 2018 |
|  | Finn Bálor & Sasha Banks (Raw)          | Sub                   |                                |       | 27 février 2018 | 27 février 2018 |
|  | Shinsuke Nakamura & Natalya (SmackDown) | 12:48                 |                                |       | 27 février 2018 | 27 février 2018 |
|  | Shinsuke Nakamura & Natalya (SmackDown) | 12:48                 | Finn Bálor & Sasha Banks (Raw) | 12:45 |                 |                 |
|  | 23 janvier 2018                         |                       | Finn Bálor & Sasha Banks (Raw) | 12:45 |                 |                 |
|  |                                         | The Miz & Asuka (Raw) | Pin                            |       |                 |                 |
|  | The Miz & Asuka (Raw)                   | The Miz & Asuka (Raw) | Pin                            | Sub   |                 |                 |
|  | The Miz & Asuka (Raw)                   |                       |                                | Sub   |                 |                 |
|  | Big E & Carmella (SmackDown)            | 9:49                  |                                |       |                 |                 |
|  | Big E & Carmella (SmackDown)            | 9:49                  |                                |       |                 |                 |

|  | Premier tour                        | Premier tour                  |                                    |       | Deuxième tour | Deuxième tour |
|  | Premier tour                        | Premier tour                  |                                    |       | Deuxième tour | Deuxième tour |
|  |                                     |                               |                                    |       |               |               |
|  | 30 janvier 2018                     | 30 janvier 2018               |                                    |       | 6 mars 2018   | 6 mars 2018   |
|  | 30 janvier 2018                     | 30 janvier 2018               |                                    |       | 6 mars 2018   | 6 mars 2018   |
|  | Braun Strowman & Alexa Bliss (Raw)  | Pin                           |                                    |       | 6 mars 2018   | 6 mars 2018   |
|  | Braun Strowman & Alexa Bliss (Raw)  | Pin                           |                                    |       | 6 mars 2018   | 6 mars 2018   |
|  | Sami Zayn & Becky Lynch (SmackDown) | 11:15                         |                                    |       | 6 mars 2018   | 6 mars 2018   |
|  | Sami Zayn & Becky Lynch (SmackDown) | 11:15                         | Braun Strowman & Alexa Bliss (Raw) | Pin   |               |               |
|  | 6 février 2018                      |                               | Braun Strowman & Alexa Bliss (Raw) | Pin   |               |               |
|  |                                     | Jimmy Uso & Naomi (SmackDown) | 10:35                              |       |               |               |
|  | Goldust & Mandy Rose (Raw)          | Jimmy Uso & Naomi (SmackDown) | 10:35                              | 10:14 |               |               |
|  | Goldust & Mandy Rose (Raw)          |                               |                                    | 10:14 |               |               |
|  | Jimmy Uso & Naomi (SmackDown)       | Pin                           |                                    |       |               |               |
|  | Jimmy Uso & Naomi (SmackDown)       | Pin                           |                                    |       |               |               |

|  | Premier tour                              | Premier tour                              |                          |       | Deuxième tour | Deuxième tour |
|  | Premier tour                              | Premier tour                              |                          |       | Deuxième tour | Deuxième tour |
|  |                                           |                                           |                          |       |               |               |
|  | 13 février 2018                           | 13 février 2018                           |                          |       | 13 mars 2018  | 13 mars 2018  |
|  | 13 février 2018                           | 13 février 2018                           |                          |       | 13 mars 2018  | 13 mars 2018  |
|  | Elias & Bayley (Raw)                      | 9:38                                      |                          |       | 13 mars 2018  | 13 mars 2018  |
|  | Elias & Bayley (Raw)                      | 9:38                                      |                          |       | 13 mars 2018  | 13 mars 2018  |
|  | Rusev & Lana (SmackDown)                  | Pin                                       |                          |       | 13 mars 2018  | 13 mars 2018  |
|  | Rusev & Lana (SmackDown)                  | Pin                                       | Rusev & Lana (SmackDown) | 11:02 |               |               |
|  | 20 février 2018                           |                                           | Rusev & Lana (SmackDown) | 11:02 |               |               |
|  |                                           | Bobby Roode & Charlotte Flair (SmackDown) | Pin                      |       |               |               |
|  | Apollo & Nia Jax (Raw)                    | Bobby Roode & Charlotte Flair (SmackDown) | Pin                      | 10:39 |               |               |
|  | Apollo & Nia Jax (Raw)                    |                                           |                          | 10:39 |               |               |
|  | Bobby Roode & Charlotte Flair (SmackDown) | Pin                                       |                          |       |               |               |
|  | Bobby Roode & Charlotte Flair (SmackDown) | Pin                                       |                          |       |               |               |

#### Demi-Finales et Finale
|  | Demi-finales                          | Demi-finales                              |                       |     | Finale       | Finale       |
|  | Demi-finales                          | Demi-finales                              |                       |     | Finale       | Finale       |
|  |                                       |                                           |                       |     |              |              |
|  | 20 mars 2018                          | 20 mars 2018                              |                       |     | 3 avril 2018 | 3 avril 2018 |
|  | 20 mars 2018                          | 20 mars 2018                              |                       |     | 3 avril 2018 | 3 avril 2018 |
|  | The Miz & Asuka (Raw)                 | Sub                                       |                       |     | 3 avril 2018 | 3 avril 2018 |
|  | The Miz & Asuka (Raw)                 | Sub                                       |                       |     | 3 avril 2018 | 3 avril 2018 |
|  | Braun Strowman & Alexa Bliss (Raw)    | 11:20                                     |                       |     | 3 avril 2018 | 3 avril 2018 |
|  | Braun Strowman & Alexa Bliss (Raw)    | 11:20                                     | The Miz & Asuka (Raw) | Pin |              |              |
|  | 27 mars 2018                          |                                           | The Miz & Asuka (Raw) | Pin |              |              |
|  |                                       | Bobby Roode & Charlotte Flair (SmackDown) | 20:00                 |     |              |              |
|  | Bobby Roode & Becky Lynch (SmackDown) | Bobby Roode & Charlotte Flair (SmackDown) | 20:00                 | Sub |              |              |
|  | Bobby Roode & Becky Lynch (SmackDown) |                                           |                       | Sub |              |              |
|  | Finn Bàlor & Sasha Banks (Raw)        |                                           |                       |     |              |              |
|  |                                       |                                           |                       |     |              |              |

## Saison 2
Le 4 septembre 2018, la WWE annonce une seconde saison pour Mixed Match Challenge. La compétition change de concept, alors que la première saison consistait à une série de matchs à élimination directe, cette saison voit les équipes mixtes s'opposer dans des poules de cinq équipes. Les premiers de chaque poule s'affrontent ensuite lors d'une finale se tenant au pay-per-view TLC: Tables, Ladders and Chairs (2018) le 16 décembre 2018.
Le 12 novembre, il est annoncé que les vainqueurs du tournoi gagneront le droit d'entrer dans les Royal Rumble matchs (féminin et masculin) en 30e position.

### Équipes
– Raw
 – SmackDown
| Équipes                                                    | Scores |
| ---------------------------------------------------------- | ------ |
| Monster Eclipse (Braun Strowman/Curt Hawkins & Ember Moon) | 4-1    |
| Country Dominance (Mickie James & Bobby Lashley)           | 3-2    |
| Mahalicia (Alicia Fox & Jinder Mahal)                      | 3-3    |
| Team Pawz (Natalya & Kevin Owens/Bobby Roode)              | 0-4    |
| B'n'B (Bayley & Finn Bálor/Apollo Crews)                   | 3-2    |
| Awe-Ska (Asuka & The Miz)                                  | 4-1    |
| Fenomenal Flair (Charlotte Flair & AJ Styles/Jeff Hardy)   | 4-1    |
| The Ravishing Rusev Day (Lana & Rusev)                     | 0-4    |
| Day One Glow (Naomi & Jimmy Uso)                           | 2-3    |
| Fabulous Truth (Carmella & R-Truth)                        | 4-3    |

RÉSULTATS DES MATCHES :
ÉPISODE 1 : 18 septembre
-RAW :
Ember Moon et Braun Strowman (Monster Eclipse (1-0)) ont battu Natalya et Kevin Owens (Team Pawz (0-1)).
-SMACKDOWN : 
Charlotte Flair et AJ Styles (Fenomenal Flair (1-0)) ont battu Naomi et Jimmy Uso (Day One Glow (0-1)).
EPISODE 2 : 25 septembre
-RAW : 
Mickie James et Bobby Lashley (Country Dominance (1-0)) ont battu Alicia Fox et Jinder Mahal (Mahalicia (0-1)). 
-SMACKDOWN :
SmackDown Live: The Miz et Asuka (Awe-Ska (1-0)) ont remporté leur match face à Carmella et R-Truth (The Fabulous Truth (0-1)) grâce à l'Asuka lock porté sur Carmella.
ÉPISODE 3 : 2 octobre
-RAW :
Bayley et Finn Bálor (B'n'B (1-0)) ont battu Alicia Fox et Jinder Mahal (Mahalicia (0-2)) grâce au Bayley-to-belly porté sur Alicia Fox.
-SmackDown Live
Naomi et Jimmy Uso (One Day Glow (1-1)) ont battu Lana et Rusev (Ravishing Rusev Day (0-1)) grâce au tomber volé de Naomi.
ÉPISODE 4
-RAW : 
Ember Moon et Braun Strowman (Monster Eclipse (2-0)) ont battu Finn Bálor et Bayley (B'n'B (1-1)). 
-SmackDown Live 
Charlotte Flair et AJ Styles (Fenomenal Flair (2-0)) ont battu Carmella et R-Truth (The Fabulous Truth (0-2)).
ÉPISODE 5: 16 octobre
Raw: 
Bobby Lashley & Mickie James (Country Dominance (2-0)) battent Team Pawz (Natalya & Bobby Roode (0-2)).
-SmackDown Live:
Asuka & The Miz (Awe-Ska (2-0)) battent Rusev & Lana (The Ravishing Rusev Day (0-2)).
ÉPISODE 6: 23 octobre
-Raw:
Finn Bálor & Bayley (B'n'B (2-1)) battent Team Pawz (Bobby Roode & Natalya (0-3)).
-SmackDown Live:
The Miz & Asuka (Awe-Ska (3-0)) battent Day One Glow (Jimmy Uso & Naomi (1-2)).
Épisode 7: 30 octobre
-Raw:
Braun Strowman & Ember Moon (Monster Eclipse (3-0)) battent Mahalicia (Jinder Mahal & Alicia Fox avec les Singh Brothers (0-3)).
-SmackDown Live:
AJ Styles & Charlotte Flair (Fenomenal Flair (3-0)) battent (The Ravishing Rusev Day (0-3)) Lana & Rusev
Épisode 8 : 6 novembre
-Raw:
Mickie James & Bobby Lashley (Country Dominance (3-0)) battent Finn Bálor & Bayley (2-2)
-SmackDown Live:
Jimmy Uso & Naomi (Day One Glow (2-2)) battent R-Truth & Carmella (Fabulous Truth (0-3))
Épisode 9 : 13 novembre
-Raw:
Braun Strowman & Ember Moon (Monster Eclipse (4-0)) battent Mickie James & Bobby Lashley (3-1))
-SmackDown Live:
Jeff Hardy (remplace AJ Styles) & Charlotte Flair (4-0) battent AWE-SKA (The Miz & Asuka (3-1))
Épisode 10 : 20 novembre
-Raw:
Jinder Mahal & Alicia Fox (Mahalicia (1-3)) ont battu Natalya & Bobby Roode ( Team Pawz (0-4)) 
-SmackDown Live:
R-Truth & Carmella (Fabulous Truth (1-3)) ont battu Rusev & Lana (The Ravishing Rusev Day (0-4))
Episode 11 : 27 novembre
Cet épisode détermine les équipes de Raw à accéder aux demi-finales
-Raw:
Jinder Mahal & Alicia Fox (Mahalicia (2-3)) ont battu Curt Hawkins (remplace Braun Strowman) & Ember Moon (Monster Eclipse (4-1))
Bayley & Finn Balor (B'n'B (3-2)) ont battu Bobby Lashley & Mickie James (3-2)
Épisode 12 : 4 décembre 2018
Cet épisode détermine les équipes de SmackDown Live à accéder aux demi-finales
SmackDown Live :
R-Truth & Carmella (Fabulous Truth (2-3)) battent Jeff Hardy & Charlotte Flair (4-1)
The Miz & Asuka (Awe-Ska (4-1)) battent Jimmy Uso & Naomi (Day One Glow (2-3)) 

#### Demi-finales (épisode 13) et finale (TLC 2018)
|  | Demi-finales                     | Demi-finales                    |            |  | Finale | Finale |
|  | Demi-finales                     | Demi-finales                    |            |  | Finale | Finale |
|  |                                  |                                 |            |  |        |        |
|  | 11 décembre 2018                 |                                 |            |  |        |        |
|  |                                  |                                 |            |  |        |        |
|  | Jinder Mahal & Alicia Fox (Raw)  | Pin                             |            |  |        |        |
|  | Jinder Mahal & Alicia Fox (Raw)  | Pin                             |            |  |        |        |
|  | Apollo Crews & Bayley (Raw)      |                                 |            |  |        |        |
|  | Jinder Mahal et Alicia Fox (Raw) |                                 |            |  |        |        |
|  | 11 décembre 2018                 |                                 |            |  |        |        |
|  |                                  | R-Truth et Carmella (SmackDown) | Soumission |  |        |        |
|  | The Miz & Asuka (SmackDown)      | R-Truth et Carmella (SmackDown) | Soumission |  |        |        |
|  |                                  |                                 |            |  |        |        |
|  | Carmella & R-Truth (SmackDown)   | Pin                             |            |  |        |        |
|  | Carmella & R-Truth (SmackDown)   | Pin                             |            |  |        |        |

## Commentateurs
| Saison | Premier commentateur | Seconde commentatrice | Troisième commentateur |
| ------ | -------------------- | --------------------- | ---------------------- |
| 1      | Corey Graves         | Beth Phoenix          | Michael Cole           |
| 2      | Michael Cole         | Renee Young           | Vic Joseph             |

### Annonceurs de ring
| Saison | Annonceurs    | À noter                               |
| ------ | ------------- | ------------------------------------- |
| 1 et 2 | Greg Hamilton | Annonceur de ring sur Smackdown Live. |